# Oreocharis arfaki
Oreocharis arfaki là một loài chim trong họ Paramythiidae.